# Portret van Maurits Huygens
Het Portret van Maurits Huygens is een schilderij van Rembrandt van Rijn uit 1632. Sinds 1889 maakt het deel uit van de collectie van de Hamburger Kunsthalle.

## Voorstelling
Op de achterzijde van het paneel staat vermeld wie er op het schilderij is afgebeeld: "M Huijgens Secretaris van den / Raad van State in den Hage". Maurits Huygens (1595-1642) was de zoon van Christiaan Huygens en de oudere broer van Constantijn Huygens. Net als zijn vader voor hem was hij secretaris van de Raad van State (vanaf 1624). Zijn broer, die als dichter bekendheid geniet, had ook een politieke loopbaan. Hij was secretaris van de stadhouders Frederik Hendrik en Willem II.
In 1632 schilderde Rembrandt een portret van Amalia van Solms, de echtgenote van Frederik Hendrik. In deze periode heeft Maurits Huygens de schilder leren kennen, wellicht door tussenkomst van zijn broer. Op zijn eigen portret is hij op halve lengte afgebeeld, terwijl hij de toeschouwer aankijkt. Vanaf linksboven valt een fel licht op zijn gezicht en kanten kraag.  
De tekenaar en graveur Jacob III de Gheyn liet in 1632 ook een portret maken door Rembrandt. Hij was bevriend met Constantijn en Maurits Huygens en een van de eerste verzamelaars van Rembrandt. Beide portretten lijken op elkaar in formaat en compositie. Het is mogelijk dat ze al bij het maken als pendanten bedoeld waren. Bij zijn overlijden in 1641 liet De Gheyn het werk na aan Maurits Huygens, die zelf een jaar later stierf. De schilderijen zijn tot het einde van de achttiende eeuw bij elkaar gebleven, maar kwamen daarna in verschillende collecties terecht.

## Herkomst
- 27 februari 1764: verkoop van de collectie van Allard Rudolph van Waay bij een onbekend veilinghuis, Utrecht
- 2 maart 1786: verkoop van de collectie van Aubert, Parijs, bij een onbekend veilinghuis, Parijs
- 8 juni 1786: verkoop van de collectie van de kunsthandelaar Noel Desenfans, Londen, bij een onbekend veilinghuis, Londen
- tussen 5 november 1804 en 7 november 1804: gekocht door Le Brun op de verkoop van de collectie van Pieter Cornelis Baron van Leyden, Amsterdam, bij een onbekend veilinghuis, Parijs
- tussen 1 april 1870 en 2 april 1870: gekocht door de kunstverzamelaar Carl Johannes Wesselhoeft, Hamburg, op de verkoop van de collectie van Dirk Vis Blokhuyzen, Rotterdam, bij Hôtel Drouot, Parijs
- 1889: verworven door Hamburger Kunsthalle

## Afbeeldingen

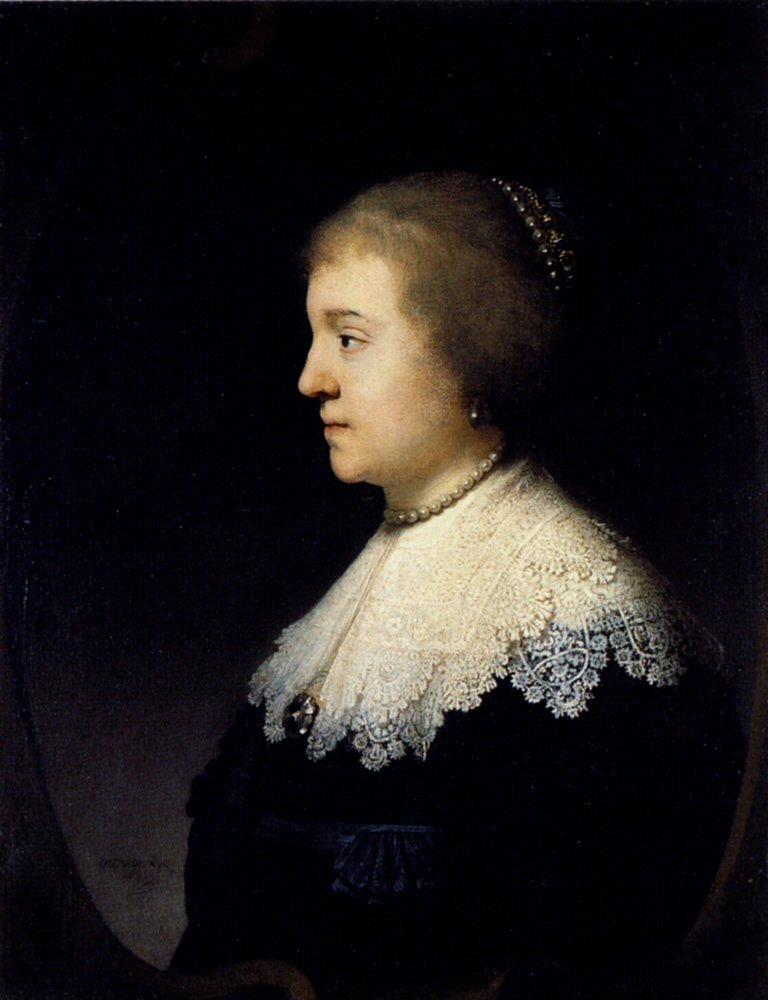
Portret van Amalia van Solms (1632)
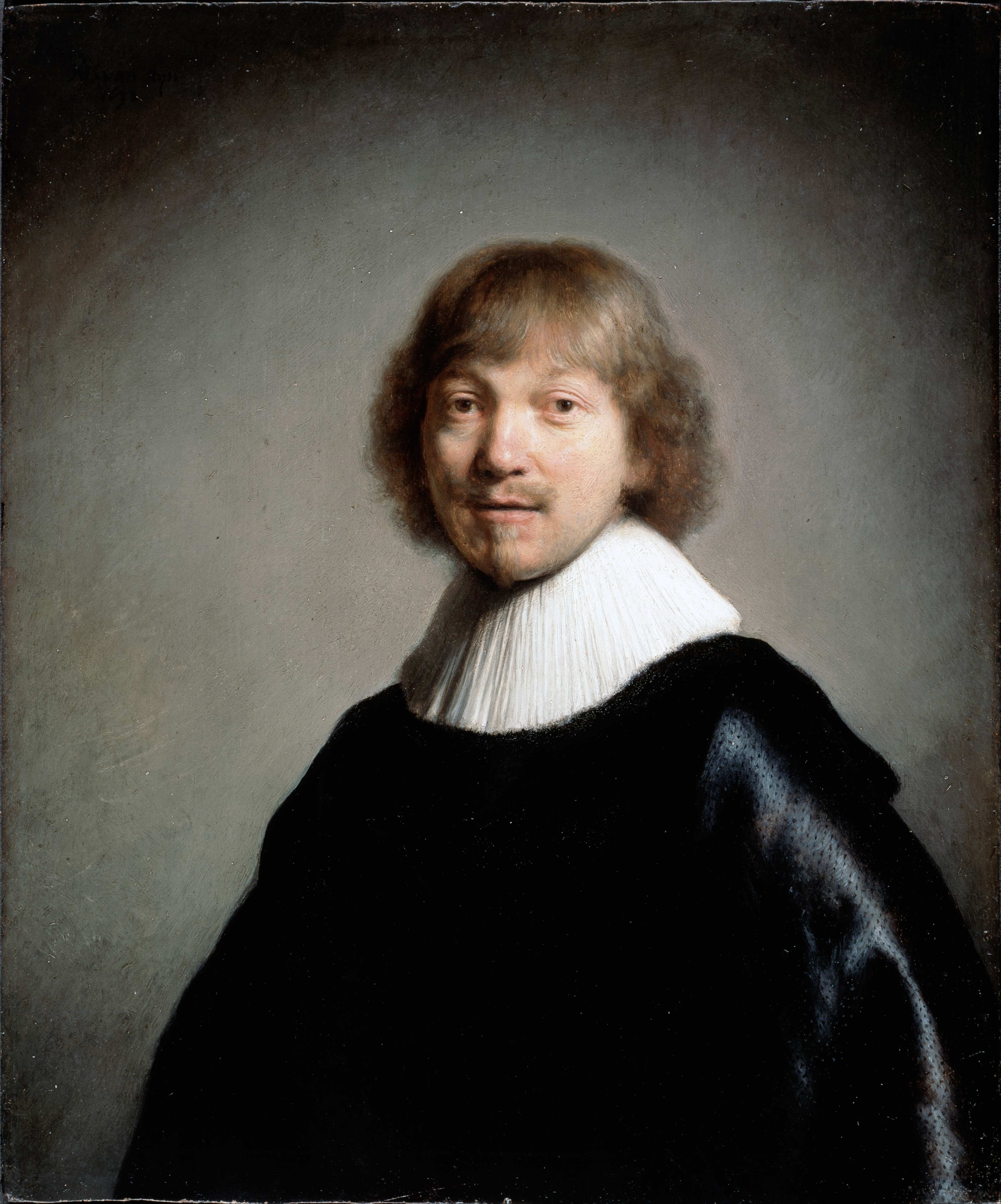
Portret van Jacob III de Gheyn (1632)